# Anua reducta
Anua reducta là một loài bướm đêm trong họ Erebidae.